# Heißer Atem (1989)
Heißer Atem (Originaltitel: Warm Summer Rain) ist ein US-amerikanisches Drama von Joe Gayton. Der Film wurde 1989 mit Kelly Lynch und Barry Tubb gedreht.

## Handlung
Nach einem gescheiterten Selbstmordversuch verlässt Kelly die Stadt. In einer Bar eines kleinen Dorfes betrinkt sie sich und lernt Guy kennen. Als sie am nächsten Morgen neben Guy aufwacht, behauptet dieser, dass sie in der Nacht geheiratet haben. Durch lange und verwirrende Gespräche in einem verlassenen Haus wird klar, dass sowohl Kate als auch Guy psychische Probleme haben. Bei einem heftigen Liebesakt wird versehentlich das Haus in Brand gesteckt. Nachdem sie in letzter Sekunde das Haus noch verlassen können, stehlen sie ein Auto und fahren wieder in die Bar, wo jedoch schon die Polizei nach ihnen sucht. Da sie Angst haben, ins Gefängnis gehen zu müssen, versuchen sie zu fliehen, was jedoch in einer Tragödie endet. Kate verursacht einen Unfall und da Guy nicht angeschnallt war, wird er aus dem Auto geschleudert. Sterbend gibt er Kate den Rat, „nicht zweimal das gleiche zu tun“.

## Kritiken
„Ein zwar gut fotografierter, aber schlecht erzählter, unfertig wirkender Film, der allenfalls zu Beginn kurzfristig Interesse weckt.“